# Vavta vas
Vavta vas – wieś w Słowenii, w gminie Straža. W 2018 roku liczyła 408 mieszkańców.